# Liste der bayerischen Gesandten in Hannover
Dies ist eine Liste der bayerischen Gesandten im Kurfürstentum Hannover (bis 1806) und Königreich Hannover (1814–1866).

## Gesandte
1729: Aufnahme diplomatischer Beziehungen
1741–1816: keine Beziehungen
- 1816–1817: Emanuel von Freyen-Seyboltstorff (1777–1832)
- 1817–1832: vakant
- 1832–1838: Joseph von Hormayr (1781–1848)
- 1838–1847: vakant
- 1847–1854: Ludwig de Garnerin von Montgelas (1814–1892)
- 1854–1860: Maximilian Joseph Freiherr Pergler von Perglas (1817–1893)
- 1860–1866: Friedrich von Quadt-Wykradt-Isny (1818–1892)

1866: Auflösung der Gesandtschaft